# Hemicloeina
Hemicloeina es un género de arañas de la familia Trachycosmidae.

## Especies
- Hemicloeina bluff Platnick, 2002
- Hemicloeina bulolo Platnick, 2002
- Hemicloeina gayndah Platnick, 2002
- Hemicloeina humptydoo Platnick, 2002
- Hemicloeina julatten Platnick, 2002
- Hemicloeina kapalga Platnick, 2002
- Hemicloeina somersetensis (Thorell, 1881)
- Hemicloeina spec Platnick, 2002
- Hemicloeina wyndham Platnick, 2002